# دوج ای‌وی
داج ای‌وی (Dodge EV) خودرویی است که طول آن در حالت طبیعی ۳٬۹۰۰ میلیمتر (۱۵۳٫۵ اینچ)، عرض آن در حالت طبیعی ۱٬۷۱۴ میلیمتر (۶۷٫۵ اینچ) و ارتفاع آن در حالت طبیعی ۱٬۱۵۰ میلیمتر (۴۵٫۳ اینچ) است.